# خشخاش بن سعيد بن أسود
هو خَشْخَاشُ بنُ سَعِيدِ بنِ أَسْوَدَ  بحار عربي في رتبة أمير البحر. مولده في بَجَّانة من الأندلس.

## رحلته
طبقًا لما أورده المؤرخ المسلم أبو الحسن علي ابن الحسين المسعودي (871-957)، فإن خشخاش بن سعيد بن أسود قد أبحر عبر المحيط الأطلسي واكتشف أرضًا غير معروفة من قبل. في كتابه مروج الذهب و جواهر المعادن، كتب المسعودي أن خشخاش بن سعيد بن أسود قد أبحر من مدينة ولبة، داخل هذه المدينة توجد منطقة تسمى باللاتينية (Palos de la Frontera)، ومن هذه المنطقة قام أمير البحر خشخاش بالإبحار منها في سنة 889. 
وقد عاد خشخاش محملاً بحمولات الكنوز الثمينة وهو نفس الشيء الذي وجده كريستوفر كولومبوس، الكثير والكثير من الذهب. طبقًا لبعض العلماء والمؤرخين فإن كولمبوس قد وصل إلى أمريكا بعد الاستعانة بخرائط المسعودي في فترة الحكم الملكي الإسباني، والجدير بالذكر أن كريستوفر كولومبوس قد أبحر أول مرة أيضًا من مدينة ولبة.

## مقالات ذات صلة
- أدب الرحلات

## وصلة خارجية
- المسلمون اكتشفوا قارة أمريكا قبل "كولومبوس"